# Геккер, Наталия Ивановна
Ната́лия Ива́новна Ге́ккер (псевдоним — Наталия Владимирова; 6 января 1954, Москва) — советский и российский журналист и детский писатель.

## Биография
Родилась 6 января 1954 года в Москве, в семье физика Ивана Романовича Геккера и Светланы Владимировны Владимировой, актрисы театра и кино, педагога вахтанговской школы.
Работала корреспондентом в газете «Московский комсомолец» и одновременно училась на журфаке МГУ.
В 1977 году вступила в Союз журналистов России.
В 1978 году окончила Факультет журналистики МГУ по специальности — журналист, литературный сотрудник телевидения.
Вот что Геккер сказала о себе:

«Выбор был сделан. Я писала для детей, участвовала в создании новых детских изданий. Одно из них „Pomme d’Api“, пришедшее в Россию из Франции, как журнал „Яблочко“. Я была у колыбели русского издания этого журнала, готовила его пробный номер, была его главным редактором, да так и осталась „крёстной матерью“. Но однажды театр сам пришёл ко мне. Ю. Куклачёв организовал свой Театр кошек. И здесь было придумано многое из того, что вошло в статьи, книги, телепередачи…».
.

## Работа на радио и телевидении
Цикл передач «Спокойной ночи, малыши!» из Театра кошек Ю. Куклачёва:
- «Город кошек»,
- «Приключения Ю. Куклачёва и кота Морковкина».